# Aeshna walkeri
Aeshna walkeri är en trollsländeart som beskrevs av Kennedy 1917. Aeshna walkeri ingår i släktet mosaiktrollsländor, och familjen mosaiktrollsländor. Inga underarter finns listade i Catalogue of Life.